# Argentina Open 2024
Argentina Open 2024, oficiálně IEB+ Argentina Open 2024, byl tenisový turnaj hraný na mužském profesionálním okruhu ATP Tour v Buenos Aires Lawn Tennis Clubu. Dvacátý sedmý ročník Argentina Open probíhal mezi 12. a 18. únorem 2024 v argentinské metropoli Buenos Aires na otevřených antukových dvorcích.
Turnaj dotovaný 728 185 dolary patřil do kategorie ATP Tour 250. Nejvýše nasazeným singlistou se opět stal druhý hráč světa a obhájce titulu Carlos Alcaraz ze Španělska, který v semifinále podlehl Jarrymu. Jako poslední přímý účastník do hlavní soutěže nastoupil peruánský 81. hráč žebříčku Juan Pablo Varillas. V důsledku invaze Ruska na Ukrajinu na konci února 2022 řídící organizace tenisu ATP, WTA a ITF s grandslamy rozhodly, že ruští a běloruští tenisté mohli dále na okruzích startovat, ale do odvolání nikoli pod vlajkami Ruska a Běloruska.
Debutové finále na okruhu ATP Tour proměnil v první singlový titul 23letý Argentinec Facundo Díaz Acosta, který se v roce 2024 stal čtvrtým držitelem premiérové trofeje. Čtyřhru ovládli Italové Simone Bolelli s Andreou Vavassorim, kteří po třech finálových porážkách získali první společný titul.

## Rozdělení bodů a finančních odměn

### Rozdělení bodů
| Soutěž  | Soutěž      | vítězové | finalisté | semifinalisté | čtvrtfinalisté | 16 v kole | 32 v kole | Q  | Q2 | Q1 |
| ------- | ----------- | -------- | --------- | ------------- | -------------- | --------- | --------- | -- | -- | -- |
| dvouhra | [ 3 ] [ 8 ] | 250      | 165       | 100           | 50             | 25        | 0         | 13 | 7  | 0  |
| čtyřhra | [ 9 ]       | 250      | 150       | 90            | 45             | 0         | —         | —  | —  | —  |

### Finanční odměny
| Soutěž                              | Soutěž      | vítězové | finalisté | semifinalisté | čtvrtfinalisté | 16 v kole | 32 v kole | Q2      | Q1      |
| ----------------------------------- | ----------- | -------- | --------- | ------------- | -------------- | --------- | --------- | ------- | ------- |
| dvouhra                             | [ 3 ] [ 8 ] | 97 745 $ | 57 015 $  | 33 520 $      | 19 425 $       | 11 280 $  | 6 890 $   | 3 445 $ | 1 880 $ |
| čtyřhra                             | [ 9 ]       | 33 960 $ | 18 170 $  | 10 650 $      | 5 950 $        | 3 510 $   | —         | —       | —       |
| částka ve čtyřhře je uvedena na pár |             |          |           |               |                |           |           |         |         |

## Dvouhra mužů

### Nasazení
| Stát                         | Hráč                    | ATP | Nasazení |
| ---------------------------- | ----------------------- | --- | -------- |
| Španělsko                    | Carlos Alcaraz          | 2.  | 1.       |
| Spojené království           | Cameron Norrie          | 19. | 2.       |
| Chile                        | Nicolás Jarry           | 20. | 3.       |
| Argentina                    | Francisco Cerúndolo     | 22. | 4.       |
| Argentina                    | Sebastián Báez          | 26. | 5.       |
| Argentina                    | Tomás Martín Etcheverry | 29. | 6.       |
| Srbsko                       | Laslo Djere             | 35. | 7.       |
| Francie                      | Arthur Fils             | 36. | 8.       |
| Žebříček ATP k 5. únoru 2024 |                         |     |          |

### Jiné formy účasti
Následující hráčí obdrželi divokou kartu do hlavní soutěže:
- Marin Čilić
- Facundo Díaz Acosta
- Diego Schwartzman

Následující hráč obdrželi zvláštní výjimku:
- Federico Coria
- Luciano Darderi

Následující hráči postoupili z kvalifikace:
- Daniel Elahi Galán
- Mariano Navone
- Camilo Ugo Carabelli
- Andrea Vavassori

### Odhlášení
před zahájením turnaje
- Corentin Moutet → nahradil jej  Thiago Monteiro

## Mužská čtyřhra

### Nasazení
| Stát                                                                                  | Hráč              | Stát       | Hráč             | ATP | Nasazení |
| ------------------------------------------------------------------------------------- | ----------------- | ---------- | ---------------- | --- | -------- |
| Španělsko                                                                             | Marcel Granollers | Argentina  | Horacio Zeballos | 23. | 1.       |
| Argentina                                                                             | Máximo González   | Argentina  | Andrés Molteni   | 26. | 2.       |
| Itálie                                                                                | Simone Bolelli    | Itálie     | Andrea Vavassori | 55. | 3.       |
| Brazílie                                                                              | Marcelo Melo      | Nizozemsko | Matwé Middelkoop | 94. | 4.       |
| Žebříček ATP k 5. únoru 2024; číslo je součtem žebříčkového postavení obou členů páru |                   |            |                  |     |          |

### Jiné formy účasti
Následující páry obdržely divokou kartu:
- Facundo Bagnis /  Federico Delbonis
- Mariano Navone /  Genaro Alberto Olivieri

### Odhlášení
před zahájením turnaje
- Sadio Doumbia /  Fabien Reboul → nahradili je  Théo Arribagé /  Fabien Reboul

## Přehled finále

### Mužská dvouhra
- Facundo Díaz Acosta vs.  Nicolás Jarry, 6–3, 6–4

### Mužská čtyřhra
- Simone Bolelli /  Andrea Vavassori vs.  Marcel Granollers /  Horacio Zeballos, 6–2, 7–6(8–6)